# Micranthes idahoensis
Micranthes idahoensis là một loài thực vật có hoa trong họ Saxifragaceae. Loài này được (Piper) Brouillet & Gornall mô tả khoa học đầu tiên năm 2007.